# Efilismo
El efilismo es una filosofía sensocéntrica que establece que el ADN es un código errado creado a partir de un diseño no inteligente producto de reacciones químicas aleatorias y que, por medio de la absurda y cruel lucha darwiniana, ha producido durante millones de años un incalculable e innecesario sufrimiento sin sentido a los seres sintientes, considerando éstos como todos los seres vivos capaces de sentir y que han sido traídos al mundo sin su consentimiento. Esta filosofía, por lo tanto, establece que el número ideal de seres vivos es 0, compartiendo así el mismo objetivo que el antinatalismo, mas no el mismo fundamento, pues el antinatalismo es antropocéntrico, es decir, solo se enfoca en los seres humanos, mientras que el efilismo considera que todos los seres vivos poseen la misma importancia y valor, independientemente de la especie a la que pertenezcan.

## Etimología
La palabra surge del neologismo inglés efilism más el sufijo -ismo. El elemento "efil" proviene de deletrear life, "vida" en inglés, al revés, posiblemente en alusión a que la vida es por naturaleza negativa, puesto que nunca se está satisfecho y por ende se está en constante sufrimiento.[cita requerida]